# Боришківці (Чортківський район)
Бори́шківці — село в Україні, у Мельнице-Подільській селищній громаді Чортківського району Тернопільської області.
Поштове відділення — Вигодське.
Населення — 625 осіб (2001).

## Географія
Село розташоване на відстані 367 км від Києва, 124 км — від обласного центру міста Тернополя та 36 км від  міста Борщів. Знаходиться на південному сході району над річкою Збруч. Село межує з національним природним парком «Подільські Товтри».
Сусідні населені пункти:

### Клімат
Для села характерний помірно континентальний клімат. Боришківці розташовані у «теплому Поділлі» — найтеплішому регіоні Тернопільської області. Але діяльність людини досить часто призводить до екоциду, поганих змін та глобального потепління. Рівень наповнення річок водою по області становить лише 20 % від необхідного стандарту, значна частина земної поверхні стає посушливою. Для покращення ситуації варто було б проводити ревайлдинг, відновлювати екосистеми та лісові насадження.
| Клімат Боришківців                                   | Клімат Боришківців | Клімат Боришківців | Клімат Боришківців | Клімат Боришківців | Клімат Боришківців | Клімат Боришківців | Клімат Боришківців | Клімат Боришківців | Клімат Боришківців | Клімат Боришківців | Клімат Боришківців | Клімат Боришківців | Клімат Боришківців |
| Показник                                             | Січ.               | Лют.               | Бер.               | Квіт.              | Трав.              | Черв.              | Лип.               | Серп.              | Вер.               | Жовт.              | Лист.              | Груд.              |                    |
| Середній максимум, °C                                | −0,8               | 1,0                | 6,4                | 14,9               | 20,7               | 23,7               | 24,7               | 24,2               | 20,4               | 14,0               | 6,7                | 1,6                |                    |
| Середня температура, °C                              | −4,3               | −2,5               | 2,2                | 9,5                | 15,1               | 18,3               | 19,5               | 18,8               | 15,0               | 9,2                | 3,5                | −1,4               |                    |
| Середній мінімум, °C                                 | −7,7               | −6                 | −1,9               | 4,1                | 9,5                | 12,9               | 14,3               | 13,4               | 9,6                | 4,5                | 0,3                | −4,3               |                    |
| Норма опадів, мм                                     | 31                 | 30                 | 30                 | 52                 | 72                 | 99                 | 96                 | 61                 | 51                 | 33                 | 34                 | 36                 |                    |
| ---------------------------------------------------- | ------------------ | ------------------ | ------------------ | ------------------ | ------------------ | ------------------ | ------------------ | ------------------ | ------------------ | ------------------ | ------------------ | ------------------ | ------------------ |
| Джерело: http://en.climate-data.org/location/266203/ |                    |                    |                    |                    |                    |                    |                    |                    |                    |                    |                    |                    |                    |

## Історія
На околицях Боришківець збереглися залишки Траянового валу, могильника і поселення трипільської та пшеворської культур. Поселення трипільської культури розташоване на березі річки Збруч. Під час розвідки Адама Гонорія Кіркора у 1876 на поверхні було зібрано крем'яні сокири та кераміку. Матеріал, що знаходився у приватних колекціях зберігся.
Село відоме з XVIII століття.
На початку 19 століття селом володів Каетан Скополовський.
У кінці XIX — на початку XX ст. Боришківці були осередком витинання. Тут з паперу виготовляли стрічкові антропо- і зооморфні композиції для прикрашання хат. Для боришківських витинанок характерні декоративність і лаконізм мотивів орнаменту. Ці твори нині зберігаються у Краківському музеї етнографії.
З 1947 року мешканці села зазнали каральної акції операції «Захід».
| Полеглі члени ОУН і вояки УПА | Полеглі члени ОУН і вояки УПА | Полеглі члени ОУН і вояки УПА | Полеглі члени ОУН і вояки УПА | Полеглі члени ОУН і вояки УПА                                                                                                |
| №                             | П. І. Б                       | Р. Н.                         | Р. С.                         | Коротка інформація |
| ----------------------------- | ----------------------------- | ----------------------------- | ----------------------------- | --- |
| 1                             | Балицький Дмитро Прокопович   | 1911                          | листопад 1945                 | Член ОУН (псевдо «Вивірка»). Організатор збройного підпілля. Загинув у перестрілці з солдатами МВД. Похований у Боришківцях. |
| 2                             | Банар Микола Якович           | 1926                          | 1945                          | Член ОУН (псевдо «Явір»). Стрілець СКВ УПА. Загинув у криївці. Похований у Боришківцях.                                      |
| 3                             | Возняк Григорій Іванович      | 1921                          | березень 1946                 | Член ОУН (псевдо «Ар»). Станичний. Похований у Боришківцях.                                                                  |
| 4                             | Горбатюк Павло                | 1906                          | невідомо                      | Симпатик ОУН. Загинув у концтаборі.                                                                                          |
| 5                             | Габчук Сильвестр Іванович     | 1925                          | 1946                          | Член ОУН. Стрілець СКВ УПА. Похований у Боришківцях.                                                                         |
| 6                             | Долинюк Григорій              | невідомо                      | невідомо                      | Станичний. Загинув у концтаборі.                                                                                             |
| 7                             | Ільків Григорій Іванович      | 1911                          | 2 лютого 1945                 | Чпен ОУН (псевдо «Пугач»). Підрайоновий провідник ОУН. Повішаний НКВС у Чорткові.                                            |
| 8                             | Кордуновий Яків Васильович    | 1924                          | 5 грудня 1944                 | Член ОУН. Стрілець СКВ УПА. Загинув у бою з енкаведистами у с. Кудринці                                                      |
| 9                             | Колісник Іван Дмитрович       | 1922                          | 1945                          | Стрілець СКВ УПА Загинув у спровокованій криївці. Похований у с. Боришківці                                                  |
| 10                            | Махніцький Степан Васильович  | невідомо                      | 8 грудня 1945                 | Стрілець СКВ УПА. Загинув у бою в селі Вовківці (Дністровому). Похований у с. Вовківці.                                      |
| 11                            | Надюк Ілля Михайлович         | невідомо                      | невідомо                      | Стрілець СКВ УПА. Загинув у підірваній МДБ криївці. Похований у с. Боришківці.                                               |
| 12                            | Надюк Дмитро Михайлович       | невідомо                      | невідомо                      | Стрілець СКВ УПА. Загинув у підірваній МДБ криївці. Похований у с. Боришківці.                                               |
| 13                            | Обач Дмитро                   | 1909                          | невідомо                      | Симпатик ОУН. Загинув у концтаборі.                                                                                          |
| 14                            | Павлюк Дмитро Іванович        | 1921                          | перша декада лютого 1945      | Член ОУН (псевдо «Сірко»). Станичний. Повішаний у Скалі-Подільській.                                                         |
| 15                            | Продан Іван Васильович        | 1922                          | 1945                          | Член ОУН (псевдо «Лісовий»). Підпільник. Загинув під час бою. Похований у Боришківцях.                                       |
| 16                            | Павлюк Іван                   | 1915                          | невідомо                      | Симпатик ОУН. Загинув у концтаборі.                                                                                          |
| 17                            | Соломон Іван                  | невідомо                      | невідомо                      | Стрілець СКВ УПА. Розстріляний НКВС у полоні.                                                                                |
| 18                            | Синдецький Юрій               | 1900                          | невідомо                      | Симпатик ОУН. Загинув у концтаборі.                                                                                          |
| 19                            | Черниш Степан Степанович      | 1927                          | 1944                          | Член ОУН (псевдо «Туга»). Стрілець СКВ УПА. Похований у с. Боришківці.                                                       |

З 24 серпня 1991 року село входить до складу незалежної України.
До 2015 підпорядковувалося Вигодській сільраді.  Від вересня 2015 року ввійшло у склад Мельнице-Подільської селищної громади. Об'єднання в громаду має створити умови для формування ефективної і відповідальної місцевої влади, яка зможе забезпечити комфортне та безпечне середовище для проживання людей.
12 червня 2020 року, відповідно до розпорядження Кабінету Міністрів України № 724-р «Про визначення адміністративних центрів та затвердження територій територіальних громад Тернопільської області» увійшло до складу Мельнице-Подільської селищної громади.
19 липня 2020 року, в результаті адміністративно-територіальної реформи та ліквідації Борщівського району, село увійшло до складу Тернопільського району.

## Релігія
- церква святого великомученика Димитрія Солунського (1926, мурована, ПЦУ);
- церква святого великомученика Димитрія (УГКЦ).

## Населення
У 1810 році в селі було 129 родин, 114 житлових будинків і 578 мешканців.
Згідно з переписом УРСР 1989 року чисельність наявного населення села становила 706 осіб, з яких 323 чоловіки та 383 жінки.
За переписом населення України 2001 року в селі мешкало 625 осіб.

### Мова
Розподіл населення за рідною мовою за даними перепису 2001 року:
| Мова       | Кількість | Відсоток |
| ---------- | --------- | -------- |
| українська | 622       | 99.52%   |
| російська  | 3         | 0.48%    |
| Усього     | 625       | 100%     |

## Пам'ятки
Є пам'ятник на честь скасування панщини 1848.

## Освіта
Діє бібліотека.

## Відомі люди

### Народилися
- Паранюк Любомира Дмитрівна (10.11.1947) — радіожурналіст, педагог, громадська діячка. Член Національної Спілки журналістів України. Заслужений працівник культури України (2001). Відмінник освіти України.
- Дорощук Степан (07.01.1894) — український видавець, письменник, громадський діяч у діаспорі.

### Проживали, перебували
- Євгенія Олексіївна Долинюк — двічі Герой Соціалістичної праці.

## Світлини

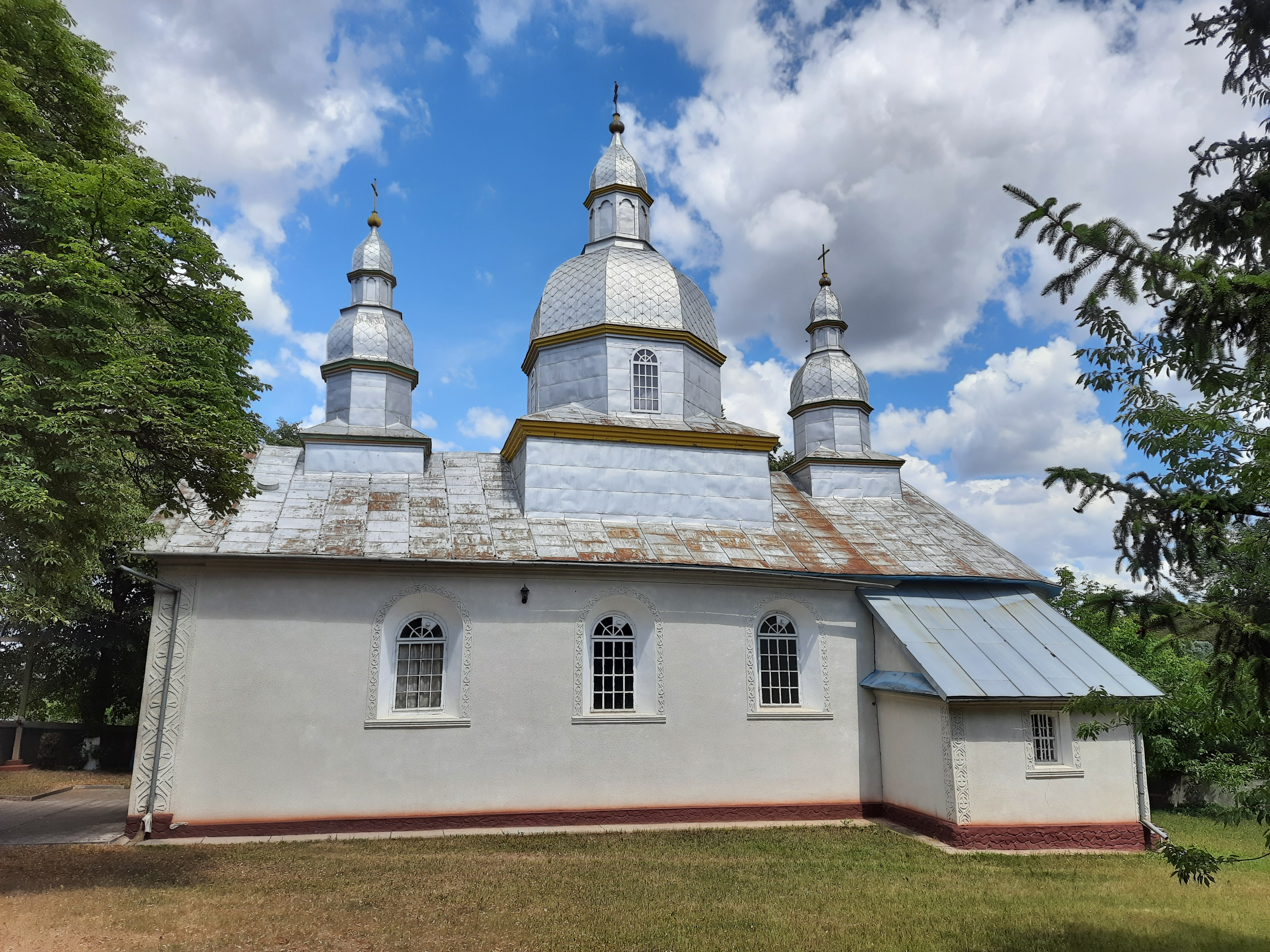
Церква Святого Великомученика Димитрія 1872р
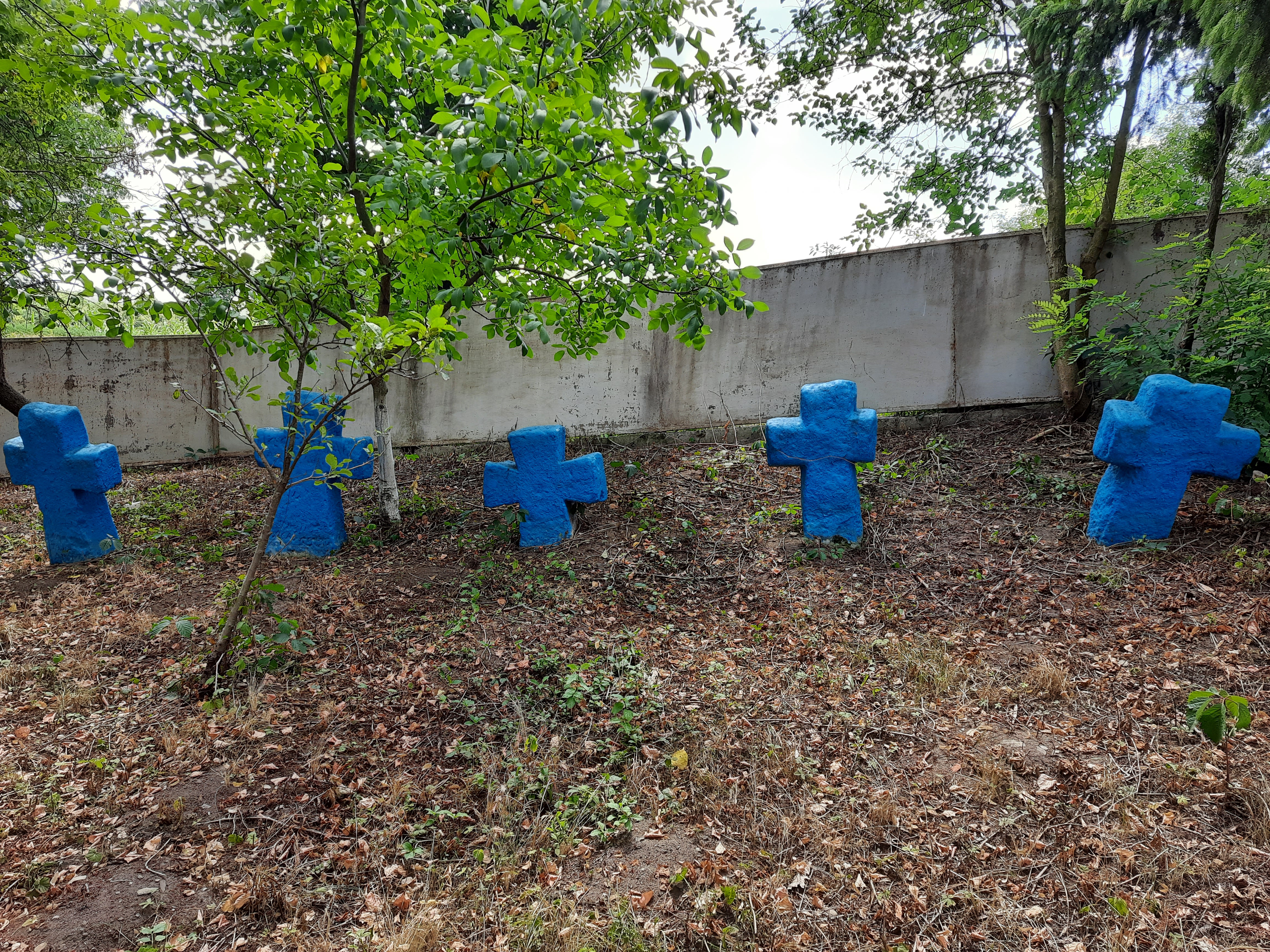
Старі поховання біля церкви
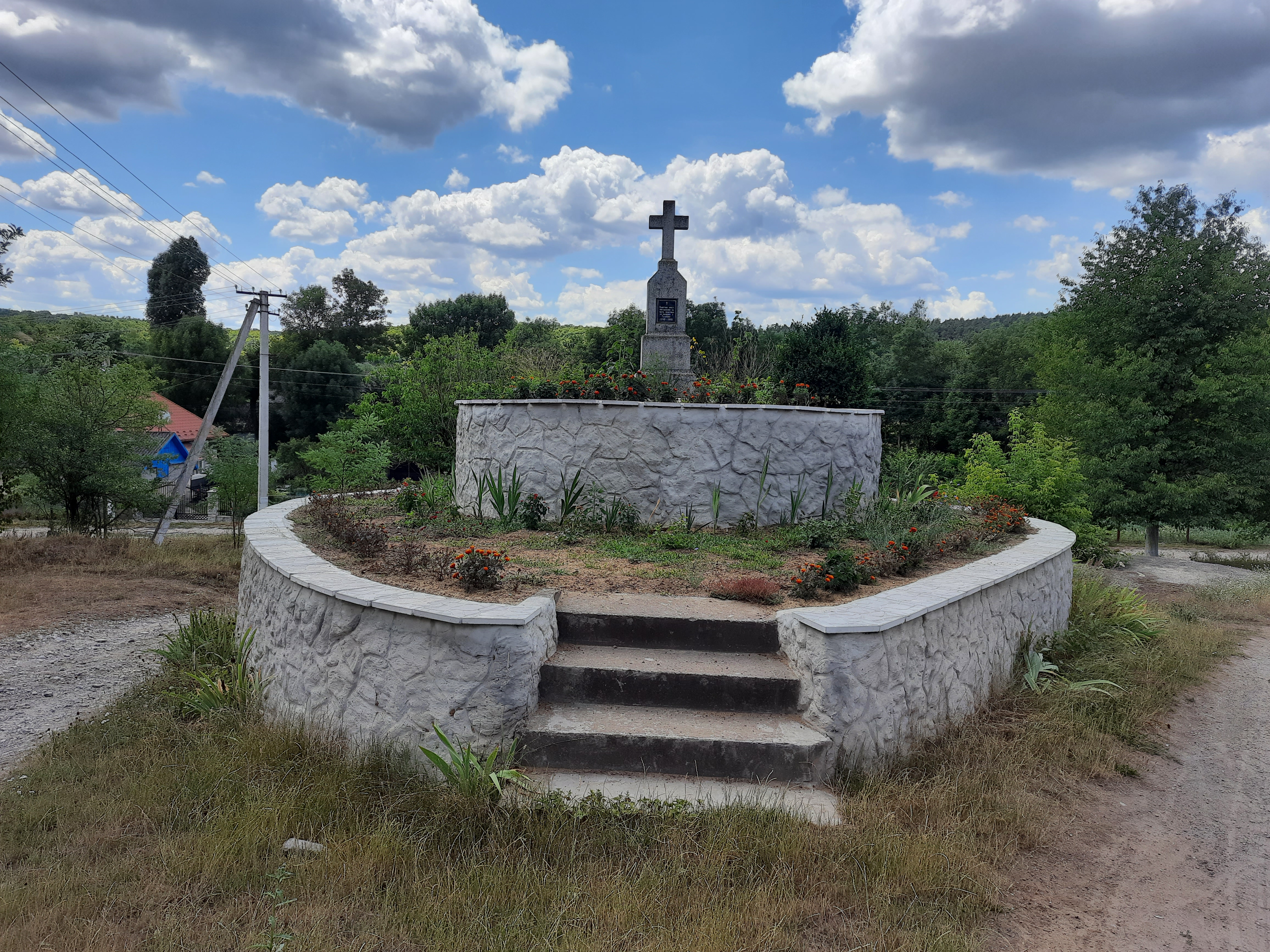
Пам'ятник на честь скасування панщини в 1848р.
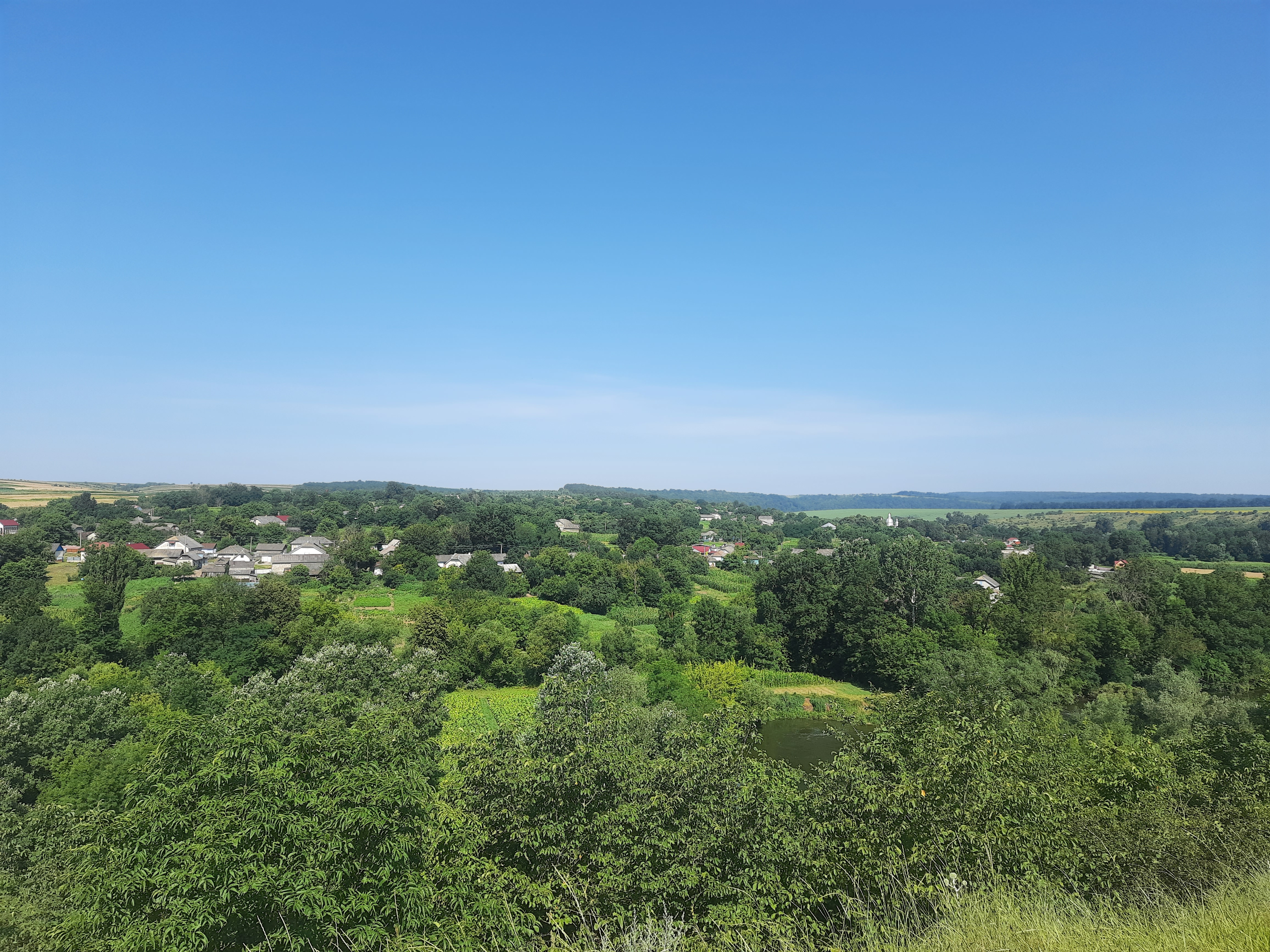
Вигляд на село з боку Хмельницької обл
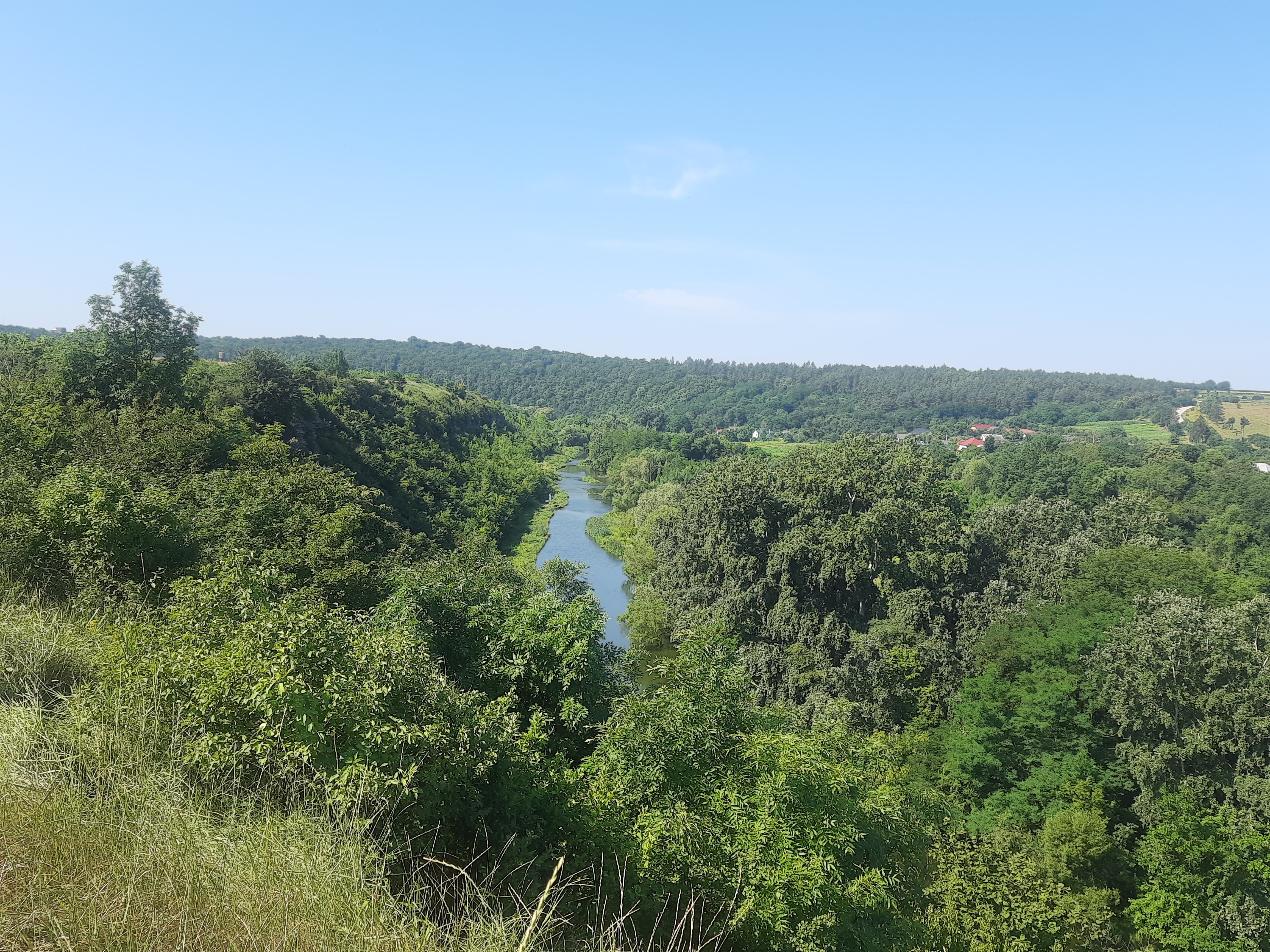
Краєвид біля села